# Murhaf Abu Kasra
Murhaf Abu Kasra (arabiska: مرهف أبو قصرة), även Abu Hassan al-Hamawi, född 1984, är en syrisk politiker och militär. Sedan 21 december 2024 är han försvarsminister i Syriens övergångsregering.